# Lurtigen
Lurtigen (Lourtens en français, Lurtin  en patois fribourgeois) est une localité et une ancienne commune suisse du canton de Fribourg, située dans le district du Lac.

## Histoire
L'ancienne commune de Lurtigen a été intégrée à celle de Morat le 1er janvier 2016.

## Géographie
Selon l'Office fédéral de la statistique, l'ancienne commune de Lurtigen mesurait 232 ha. 6,1% de cette superficie correspond à des surfaces d'habitat ou d'infrastructure, 60,0% à des surfaces agricoles et 33,9% à des surfaces boisées.

## Démographie
Selon l'Office fédéral de la statistique, Lurtigen possède 181 habitants en 2022. Sa densité de population atteint 78 hab./km2.
Le graphique suivant résume l'évolution de la population de Lurtigen entre 1850 et 2008 :